# ديني مكاي
ديني مكاي (بالإنجليزية: Dinny McKay)‏ هو لاعب كرة قدم أسترالية أسترالي، ولد في 23 نوفمبر 1867 في بالارات في أستراليا، وتوفي في 17 أغسطس 1897 في ملبورن في أستراليا بسبب التهاب البريتون.

## وصلات خارجية
- ديني مكاي على موقع AustralianFootball.com (الإنجليزية)
- ديني مكاي على موقع AFLtables.com (الإنجليزية)